# Mikkel Metal
Mikkel Metal (* 1973 in Horsens, Dänemark als Mikkel Meldgaard) ist ein dänischer Musiker aus dem Bereich der elektronischen Musik. Seine Werke lassen sich überwiegend dem Minimal- oder Dub-Techno zuordnen.

## Leben und Werdegang
Mikkel Meldgaard wurde 1973 in der ostdänischen Hafenstadt Horsens geboren. Als Gitarrist spielte er in verschiedenen Shoegazing-Rockbands. Später wandte er sich verstärkt der elektronischen Musik zu.
Ende des Jahres 2000 erschienen erste Veröffentlichungen unter dem Alias Mikkel Metal. Mit seinen Veröffentlichungen wurde er zu einem der wichtigsten Musiker des Musiklabels Echocord. In der deutschen Technoszene wurde er vor allem durch seine Veröffentlichungen auf dem Kölner Label Kompakt bekannt.
Nach einem MP3-Album auf dem Netlabel Thinner erschien sein erster Longplayer Close Selections im Jahr 2005 auf Echocord. Auf dem im Jahr 2008 erschienenen Album Peaks And Throughs steuerte der Dominicaner Paul St. Hilaire (Tikiman) Vocals für mehrere Stücke bei.
Als Remixer lieferte er unter anderem Neubearbeitungen für Benfay (Elfenblond, 2004), Triola (AG Penthouse, 2005), Blue Foundation (Sweep, 2007), Tony Blunt (Retrospective, 2007) oder Luke Hess (Meaning Matters, 2009).
Als Live Act trat Mikkel Metal unter anderem bei den Roskilde-Festivals 2007 und 2009 auf.
Er lebt und arbeitet in der Hauptstadt Kopenhagen.

## Diskografie

### Alben
- 2004: Cassini Pieces (Thinner)
- 2005: Close Selections (Echocord)
- 2006: Victimizer (Kompakt)
- 2007: Brone And Wait (Echocord)
- 2008: Peaks And Troughs (Echocord)

### Singles und EPs
- 2000: Reggio / Sprang (Hal 9000)
- 2001: Datamusik 08 (Datamusik)
- 2002: Lokuran EP (Echocord)
- 2002: Finla EP (Echocord)
- 2003: Rujon / Nepal (Kompakt)
- 2003: Rmx EP Part 1 (Echocord)
- 2003: Lukon EP (Echocord)
- 2003: Testan / Hemper (Kompakt)
- 2004: Sorano EP (Echocord)
- 2004: Rmx EP Part 2 (Echocord)
- 2004: Rmx EP Part 3 (Echocord)
- 2004: Dorant / Kaluga (Kompakt)
- 2005: Rmx EP Part 4 (Echocord)
- 2006: Victimizer (Kompakt)
- 2008: Peaks And Troughs - EPs Part 1-3 (Echocord)
- 2009: Kenton EP (Echocord Colour)
- 2010: Old Friends EP (AvantRoots)
- 2010: Passenger EP (Echocord)
- 2010: Killme (Split EP mit Pablo Bolivar, Jato Unit)
- 2011: All Over / Ball Under EP (Echocord Colour)
- 2011: Cassini (Tartelet Records)
- 2011: The Copenhagen Split EP (Split EP mit Resoe, Echocord Colour)
- 2011: Pamon 403 EP (Echocord)